# Grijskeelmierklauwier
De grijskeelmierklauwier (Thamnomanes ardesiacus) is een zangvogel uit de familie Thamnophilidae (miervogels).

## Verspreiding en leefgebied
Deze soort komt voor in het noorden en westen van het Amazonegebied en telt twee ondersoorten:
- T. a. ardesiacus: van zuidelijk Colombia tot oostelijk Peru, noordwestelijk Bolivia en westelijk Brazilië.
- T. a. obidensis: oostelijk Colombia, Venezuela, de Guyana's en noordelijk Brazilië.

## Status
De grootte van de populatie is niet gekwantificeerd maar de soort wordt omschreven als algemeen. Op de Rode lijst van de IUCN heeft deze soort de status niet bedreigd.